# Stazione di Miseglia Superiore
La stazione di Miseglia Superiore era una stazione ferroviaria ubicata nella frazione Miseglia del comune di Carrara. Si trovava lungo la ferrovia Marmifera Privata di Carrara alla progressiva chilometrica 3+704, poco prima della lunga galleria che conduceva ai ponti di Vara e, successivamente, alla stazione del Tarnone. Nel territorio della frazione si trovava anche un altro impianto, situato nella sua parte bassa e chiamato proprio per questo Miseglia Inferiore.

## Storia
La stazione venne inaugurata il 15 maggio 1890, in concomitanza all'apertura al servizio del secondo ampliamento della ferrovia.
Nel 1893 la località viene limitato il servizio di corrispondenza in partenza al trasporto dei marmi.
Venne soppressa il 15 maggio 1964 a causa della chiusura dell'intera infrastruttura dovuta alla concorrenza del traffico su gomma.

## Strutture e impianti
L'impianto era di modeste dimensioni al contrario della stazione sorella: possedeva un piccolo fabbricato di servizio e due binari, uno di corretto tracciato ed un altro di scalo utilizzato per le precedenze o incroci. Era presente anche un binario di salvamento per frenare i convogli in arrivo; su quel binario la pendenza arrivava fino al 70 per 1000.
Dopo la soppressione i binari furono asportati e l'edificio abbandonato. Al 2014 dal tracciato si è ricavata una strada sterrata, il piccolo edificio è ancora presente, ma sono state murate la porta di accesso e le piccole finestre.

## Movimento
La stazione, durante i suoi anni di servizio, gestì il traffico merci marmifero proveniente dalle cave di Colonnata, di Gioia e di Ravaccione. Essa, al pari delle altre stazioni sulla linea escluse Avenza e San Martino, non fu mai servita da treni passeggeri in quanto sulla linea si effettuava solo servizio merci.